# Piano di disimpegno unilaterale israeliano

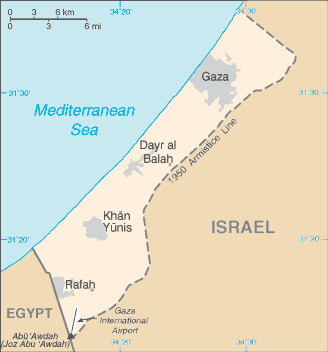
Mappa della striscia di Gaza

Il Piano di disimpegno unilaterale israeliano (inglese Israel's unilateral disengagement plan, ebraico: תוכנית ההתנתקות Tokhnit HaHitnatkut or תוכנית ההינתקות Tokhnit HaHinatkut anche detto "Hitnatkut") fu un progetto politico dello Stato israeliano.
Proposto e voluto dal primo ministro israeliano, Ariel Sharon, fu adottato dal governo il 6 giugno 2004 e applicato nel mese di agosto 2005, per rimuovere tutti i coloni israeliani dalla striscia di Gaza e da quattro insediamenti in Cisgiordania settentrionale.

## Storia
Alcuni coloni israeliani, che hanno rifiutato di accettare i pacchetti di compensazione del governo e lasciare volontariamente le loro case prima del termine ultimo del 15 agosto 2005, sono stati sfrattati dalle forze di sicurezza israeliane nel corso di un periodo di diversi giorni. Lo sgombero di tutti i residenti, la demolizione degli edifici residenziali e l'evacuazione di personale di sicurezza associato dalla striscia di Gaza sono stati completati il 12 settembre 2005. Lo sfratto e lo smantellamento dei quattro insediamenti in Cisgiordania settentrionale sono stati completati dieci giorni più tardi.

## Gli insediamenti
La striscia di Gaza conteneva 21 insediamenti israeliani, mentre l'area cisgiordana evacuata ne aveva 4:
| Nella Striscia di Gaza (21 insediamenti):                               |                                                                     |                                                                                |                                    |
| - Bedolah - Bnei Atzmon (Atzmona) - Dugit - Elei Sinai - Gadid - Gan Or | - Ganei Tal - Katif - Kfar Darom - Kfar Yam - Kerem Atzmona - Morag | - Neveh Dekalim - Netzarim - Netzer Hazani - Nisanit - Pe'at Sade - Rafiah Yam | - Slav - Shirat Hayam - Tel Katifa |
| In Cisgiordania (4 insediamenti):                                       |                                                                     |                                                                                |                                    |
| - Kadim                                                                 | - Ganim                                                             | - Homesh                                                                       | - Sa-Nur                           |

Hermesh e Mevo Dotan erano stati inclusi nel disimpegno, ma ne vennero esclusi a marzo. Archiviato il 3 dicembre 2008 in Internet Archive.

## Descrizione del piano
Sharon ha detto che il suo piano è stato progettato per migliorare la sicurezza di Israele e del suo status internazionale, in assenza di negoziati politici per porre fine al conflitto israelo-palestinese. Circa novemila israeliani residenti a Gaza sono stati istruiti a lasciare la zona a partire dalla notte di martedì 16 agosto 2005.
Nell'ambito del piano di disimpegno adottato il 6 giugno 2004, l'IDF sarebbe rimasto sulla frontiera Gaza-Egitto e potrebbe impegnarsi in ulteriori demolizioni di case per ampliare una "zona cuscinetto" (art. 6). Tuttavia, più tardi Israele ha deciso di lasciare la zona di frontiera al pattugliamento di Egitto e Autorità Nazionale Palestinese (ANP) mantenendo però il controllo della costa e dello spazio aereo e riservandosi il diritto di intraprendere operazioni militari in caso di necessità. (Art 3.1).
Il piano ha previsto per Israele l'impegno a non interrompere la fornitura di acqua a Gaza, né le comunicazioni, l'energia elettrica, e le reti fognarie (art. 8); gli accordi doganali preesistenti con Israele - in base ai quali le importazioni da Israele a Gaza non sono tassate, le esportazioni da Gaza verso Israele sono tassate, e la raccolta dei dazi doganali sui prodotti stranieri che entrano a Gaza è effettuata da Israele - non hanno perso vigore, come pure il corso legale della moneta israeliana nella striscia (art. 10).